# Kent Music Report
Kent Music Report era una classifica musicale ufficiale dell'Australia fondata da David Kent, che esistette nel maggio 1974 fino al 1988.  Dopo la sua fine, venne sostituita dall'ARIA Charts, che venne creata dall'Australian Recording Industry Association. 